# Liv Grete Skjelbreid
Liv Grete Skjelbreid (* 7. Juli 1974 in Bergen) ist eine ehemalige norwegische Biathletin.

## Werdegang

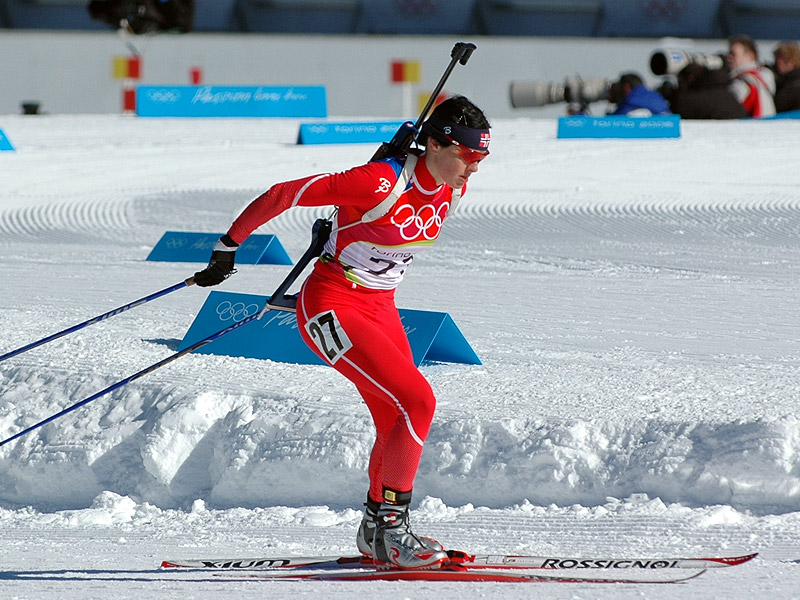
Skjelbreid bei den Olympischen Winterspielen 2006 in Turin

Erste große Erfolge konnte Liv Grete Skjelbreid, noch unter ihrem Geburtsnamen startend, Ende der 1990er-Jahre mit norwegischen Staffeln bzw. Mannschaften feiern: Bei den Weltmeisterschaften 1997 und 1998 gewann sie eine Gold- sowie zwei Silbermedaillen. In den Jahren 2000 und 2001 gelangen Liv Grete Skjelbreid auch ihre ersten Einzelerfolge. In Oslo wurde sie zweifache Weltmeisterin in Sprint und Massenstart. Ein Jahr später gewann sie in Pokljuka in jeder Einzeldisziplin eine Medaille, davon die Goldmedaille in der Verfolgung. In den Saisons 2000/01 und 2001/02 belegte sie außerdem zweimal Platz zwei im Gesamtweltcup.
Bei den Weltmeisterschaften 2004 in Oberhof gelang es Liv Grete Skjelbreid als erster Athletin überhaupt, vier Goldmedaillen bei einer WM zu erringen. Lediglich im Einzelrennen, bei dem sie den 8. Platz belegte, gab es mit der Russin Olga Pyljowa eine andere Siegerin. Gemeinsam mit ihrem damaligen Ehemann Raphaël stellte die Norwegerin ebenfalls einen Rekord auf: Das Ehepaar gewann sieben von zehn möglichen Weltmeistertiteln, beide wurden am gleichen Tag Weltmeister im Massenstart. Mit diesen vier Weltmeistertiteln ist Liv Grete Skjelbreid insgesamt achtfache Weltmeisterin. In der Saison 2003/04 gewann sie außerdem den Biathlon-Gesamtweltcup sowie drei von vier Disziplinen-Weltcups.
Wie ihrem damaligen Mann Raphaël Poirée blieb es der Norwegerin jedoch verwehrt, olympisches Gold zu gewinnen. Mit zwei Silbermedaillen 2002 in Salt Lake City sowie einer Bronzemedaille 1998 in Nagano erreichte sie insgesamt drei olympische Medaillen.
Nach einer wenig zufriedenstellend verlaufenen Saison gab Liv Grete Skjelbreid am 20. März 2006 bekannt, dass sie sich vom aktiven Biathlonsport zurückziehen werde, um mehr Zeit für ihre Tochter zu haben. Mit dem Weltcupabschluss der Saison 2005/2006 am Holmenkollen in Oslo bestritt sie ihre letzten Wettkämpfe.
Skjelbreid arbeitet als Sportkommentatorin für Biathlon für das Norwegische Fernsehen NRK. und ist Athletenbotschafter der Entwicklungshilfeorganisation Right to Play.
Liv Grete Skjelbreid war von 2000 bis 2013 mit dem ehemaligen französischen Biathleten Raphaël Poirée verheiratet und trug auch dessen Namen. Das Paar hat drei Töchter. Auch ihre Schwester Ann-Elen Skjelbreid und ihre Cousine Liv-Kjersti Eikeland waren Biathletinnen. Egil Gjelland ist ihr Schwager.

## Biathlon-Weltcup-Platzierungen
| Platzierung                                    | Einzel | Sprint | Verfolgung | Massenstart | Team | Staffel | Gesamt |
| ---------------------------------------------- | ------ | ------ | ---------- | ----------- | ---- | ------- | ------ |
| 1. Platz                                       | 1      | 10     | 8          | 3           | 1    | 8       | 31     |
| 2. Platz                                       | 4      | 5      | 4          | 2           |      | 5       | 20     |
| 3. Platz                                       |        | 4      | 2          | 3           |      | 5       | 14     |
| Top 10                                         | 13     | 42     | 37         | 12          | 1    | 35      | 140    |
| Punkteränge                                    | 23     | 64     | 48         | 18          | 1    | 35      | 189    |
| Starts                                         | 36     | 79     | 53         | 18          | 1    | 35      | 222    |
| Stand: Saisonende 2005/2006, Karriereabschluss |        |        |            |             |      |         |        |